# Elisabeth Mersmans
Elisabeth Joseph Maria (Elisabeth) barones van Wassenaer-Mersmans (Rotterdam, 22 september 1955) was sinds 2004 hofdame van koningin Beatrix en sinds 2013 van haar zoon en opvolger koning Willem-Alexander. Begin 2014 legde zij haar functie neer.

## Biografie
Mersmans is een dochter van Jan Hubert Mersmans en Marie Louise Wong Lun Hing. Ze trouwde eerst met mr. Robert Hugo van der Poel (die in 1982 bij het beoefenen van de vliegsport op 30-jarige leeftijd om het leven kwam) en als weduwe in 1989 met drs. Diederick Lodewijk baron van Wassenaer, heer van Nederhemert (1952), lid van de familie Wassenaer, uit welk laatste huwelijk vier kinderen werden geboren. Zij studeerde kunstgeschiedenis.
In 2004 werd Mersmans benoemd tot hofdame van koningin Beatrix; sinds 2013 was zij hofdame van koning Willem-Alexander. Begin 2014 legde zij haar functie neer. Op 19 maart 2014 kreeg zij het Erekruis in de Huisorde van Oranje uitgereikt.